# M86-os autóút (Magyarország)

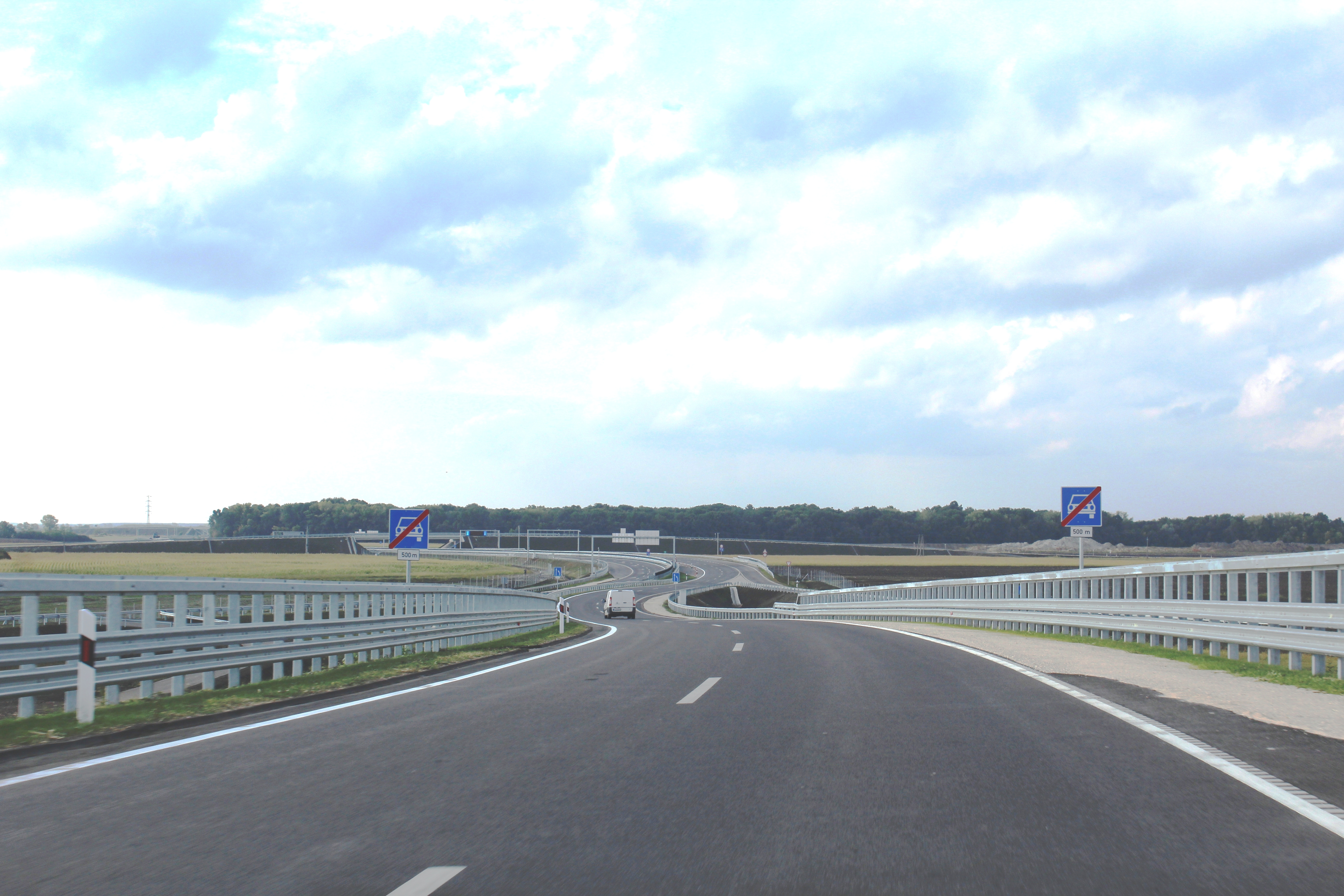
M86-os autóút Csorna- észak felé

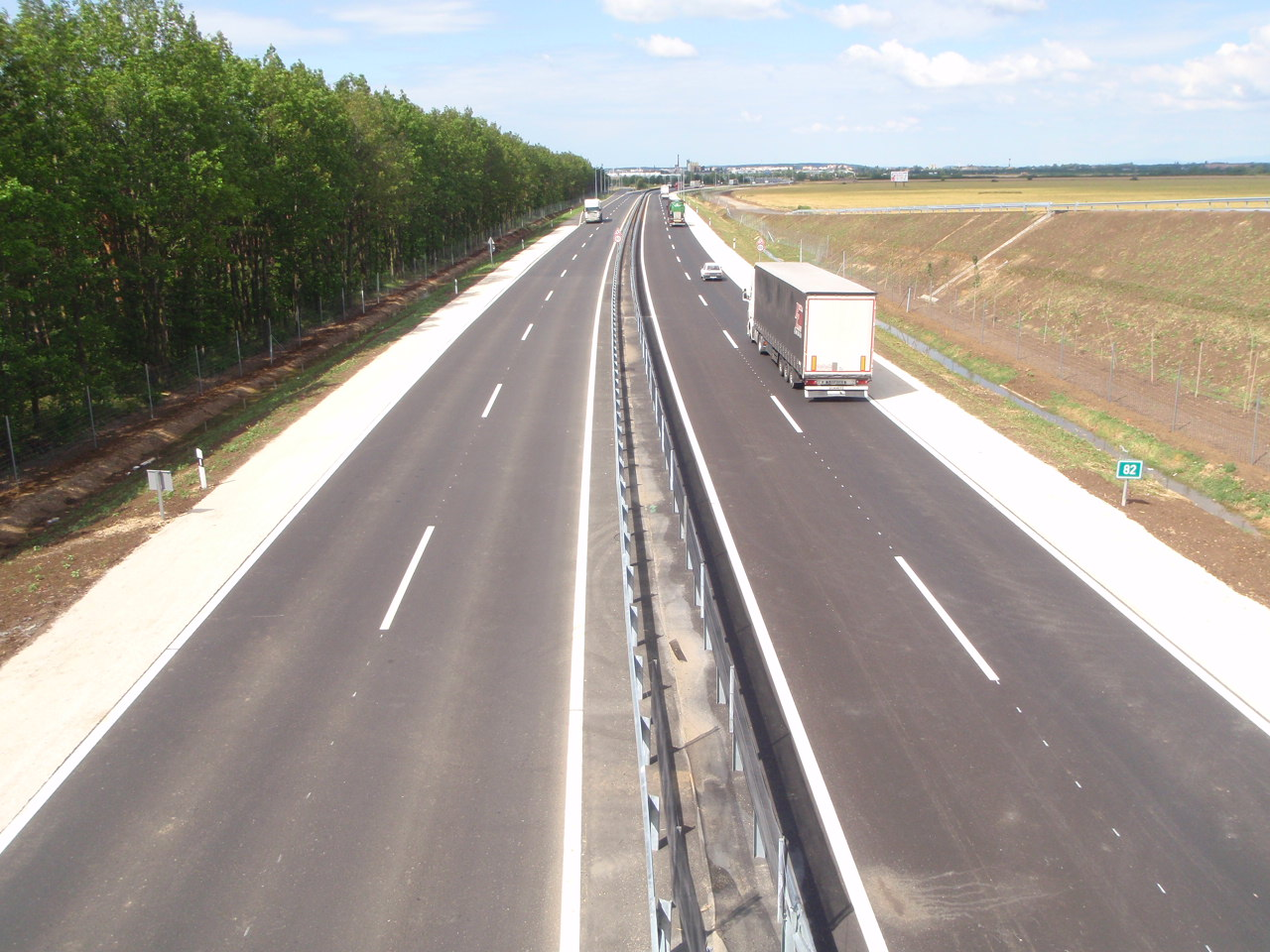
M86 Szombathely

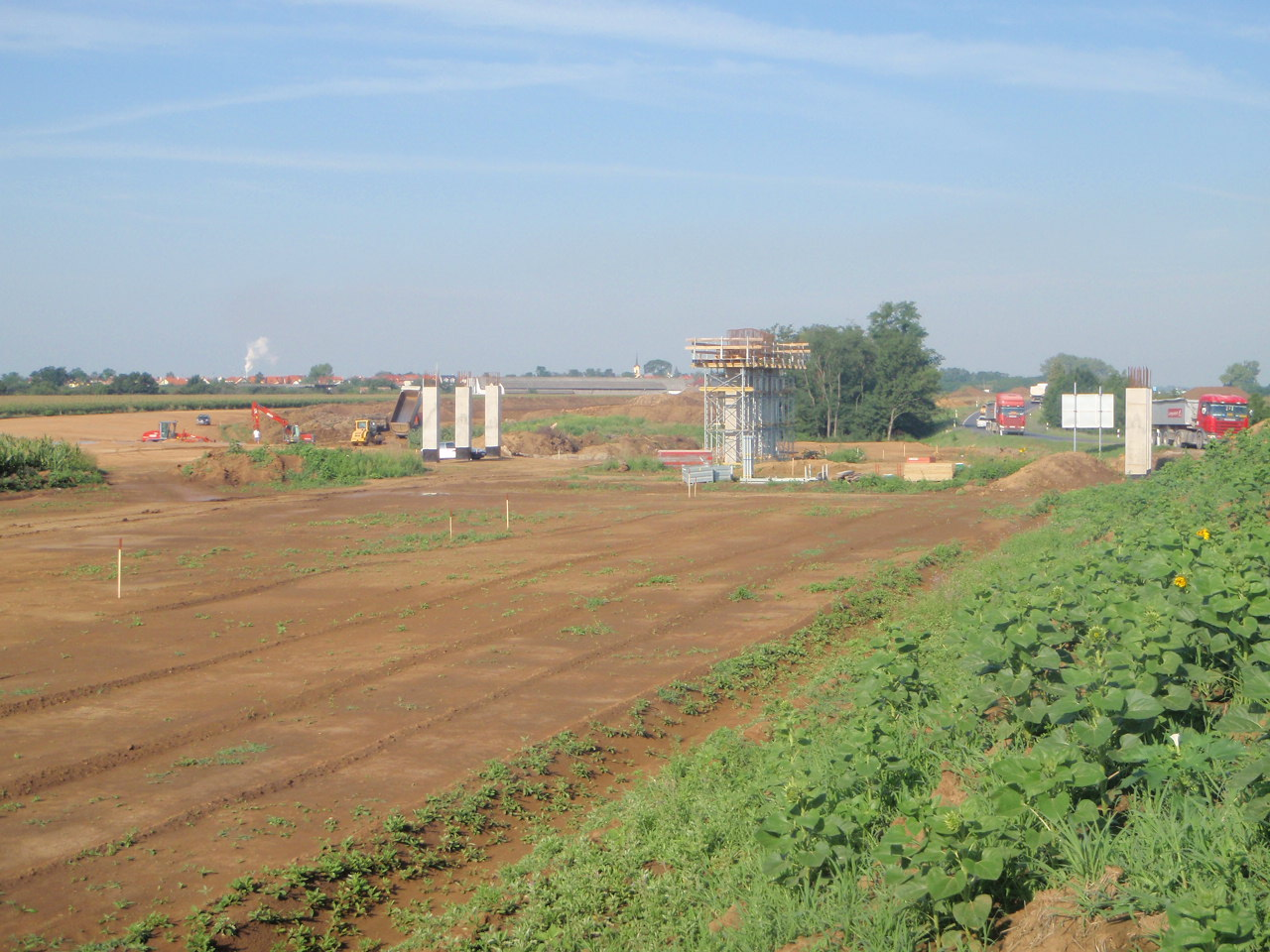
A kivitelező csődje miatt 2 évre leállt a Szombathely-Vát szakasz építése (86-os főút felüljárója 2010-2012. között)

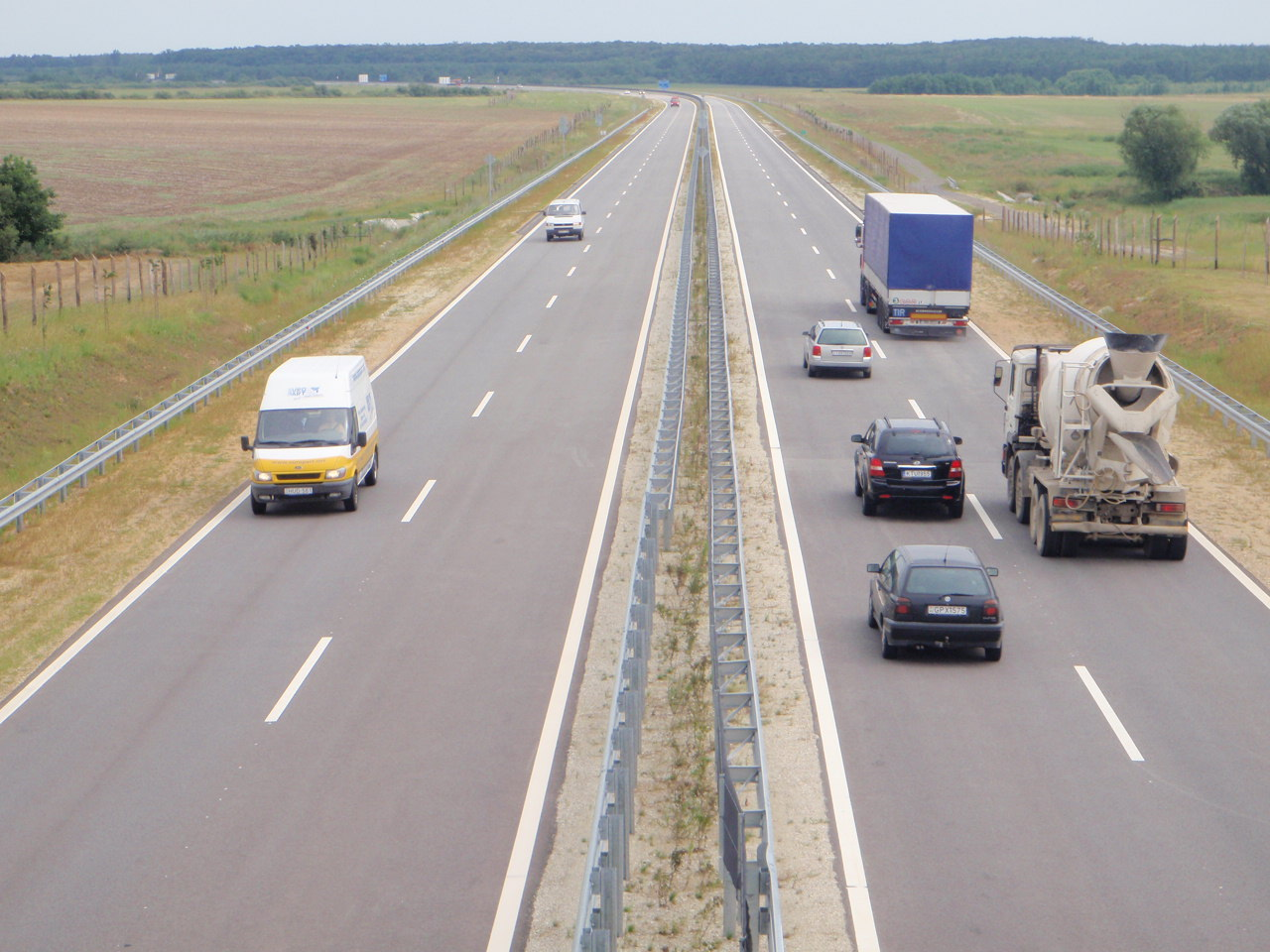
2011-ben átadott Vát elkerülő

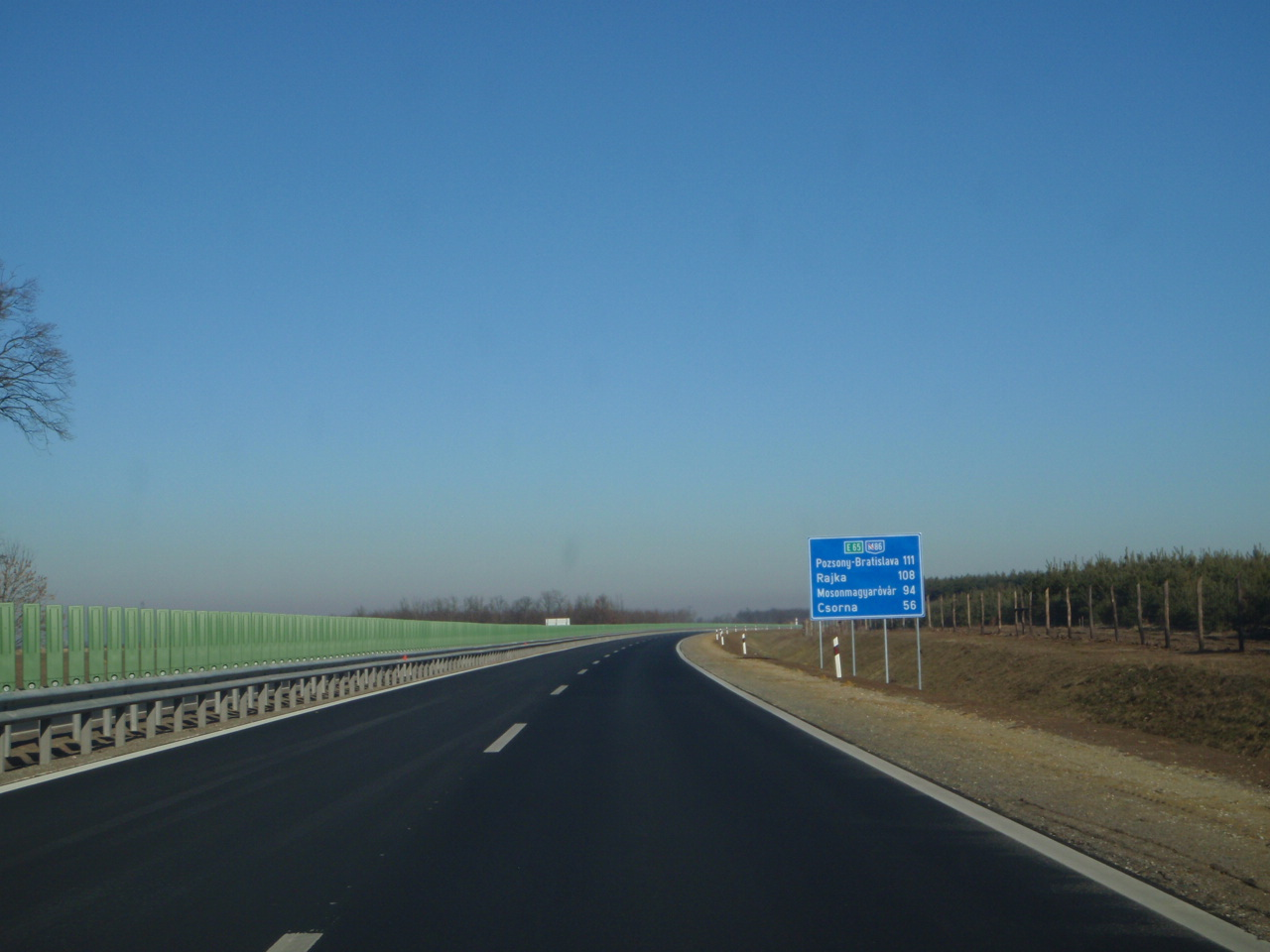
M86 Vát közelében

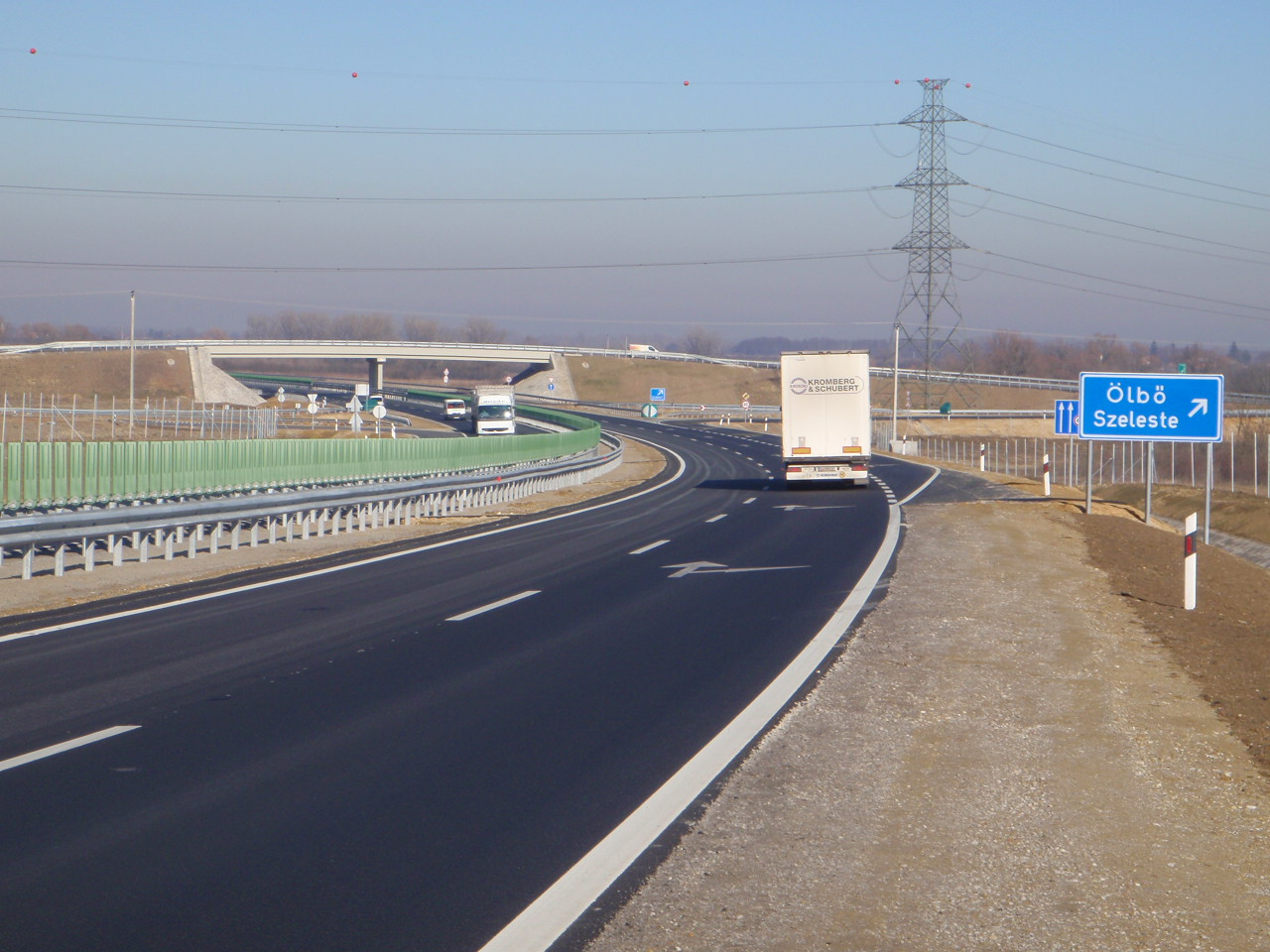
Szeleste-Ölbő csomópont

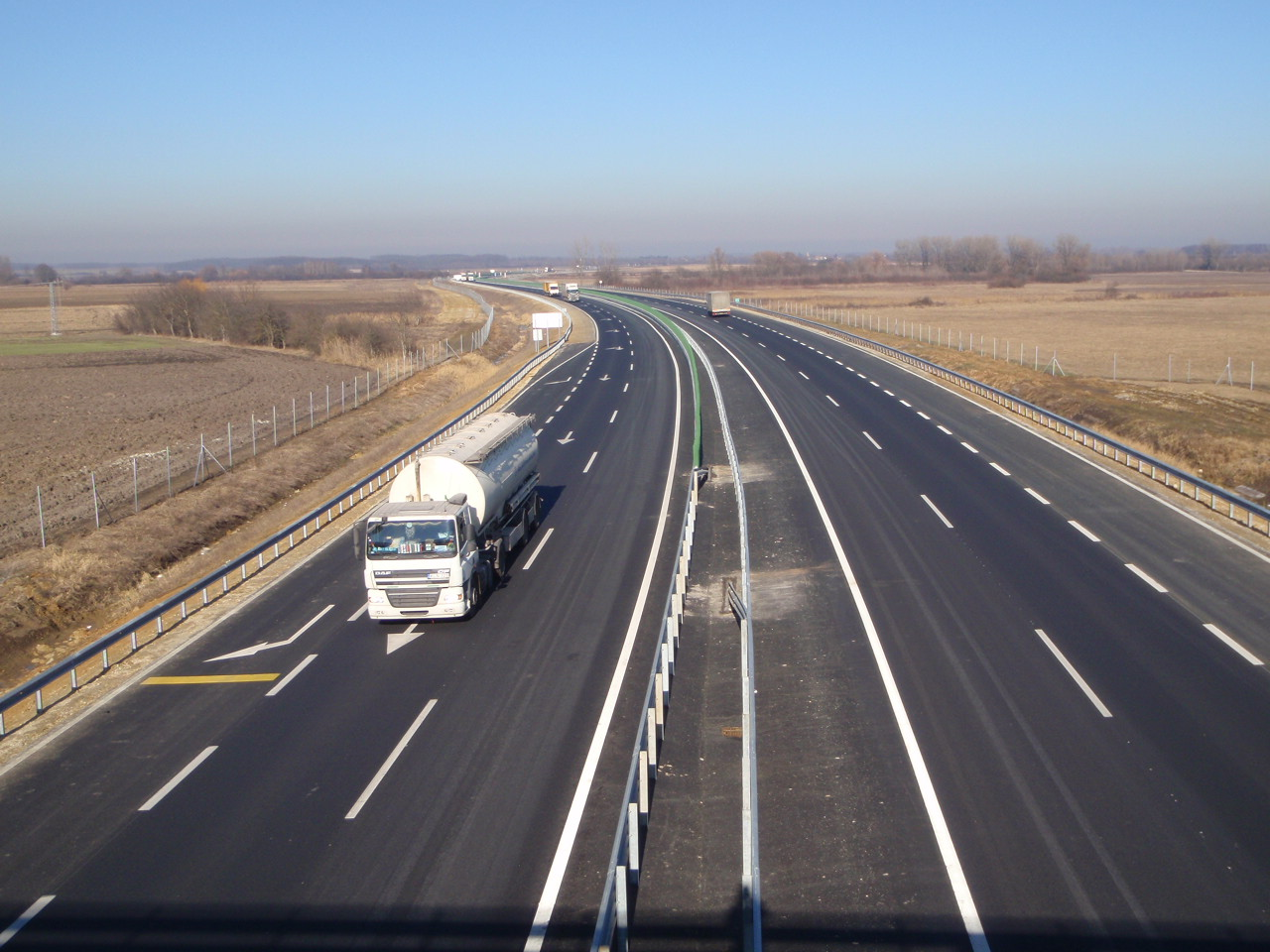
Hegyfalu felé

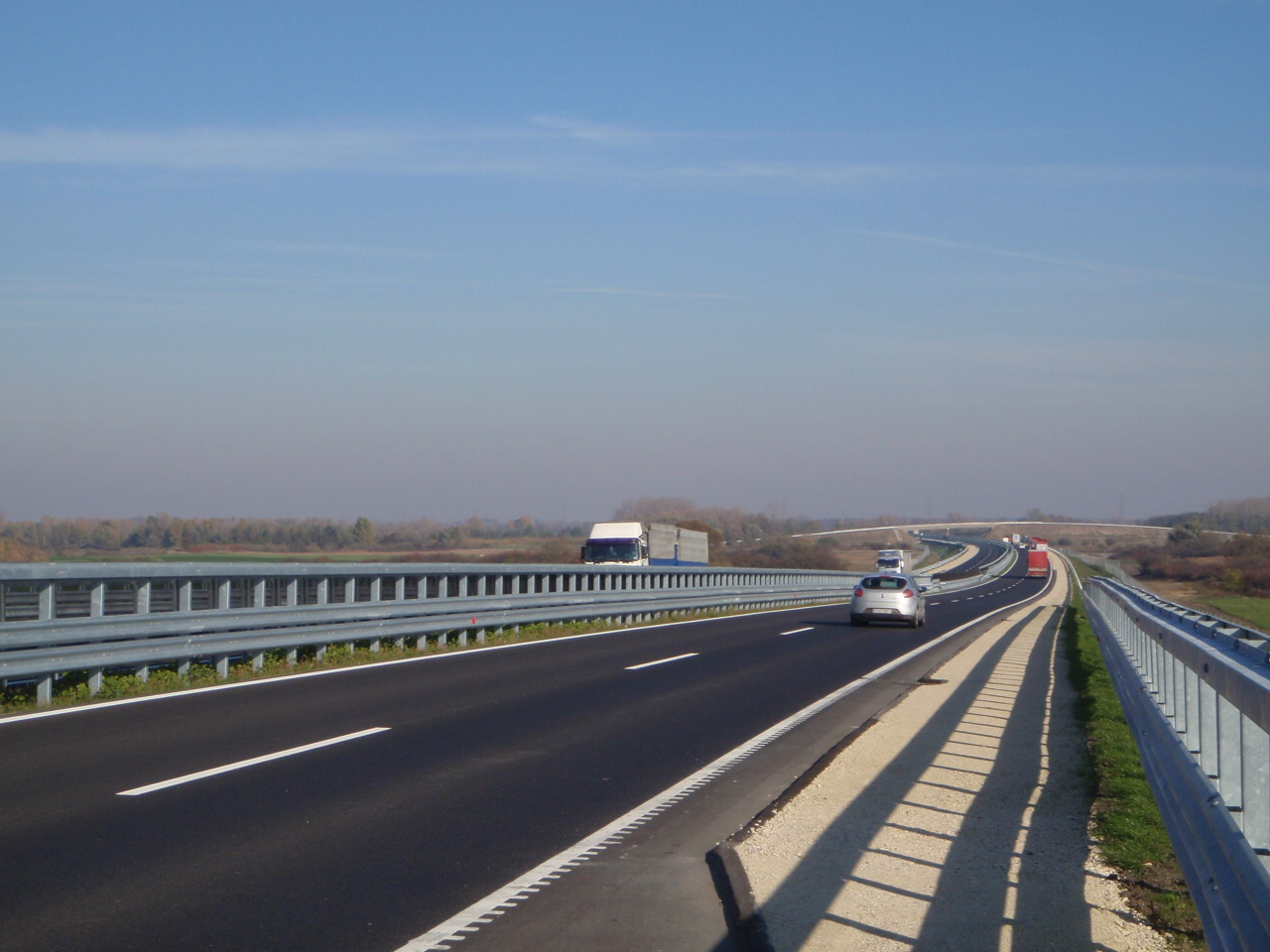
M86 Pósfa mellett

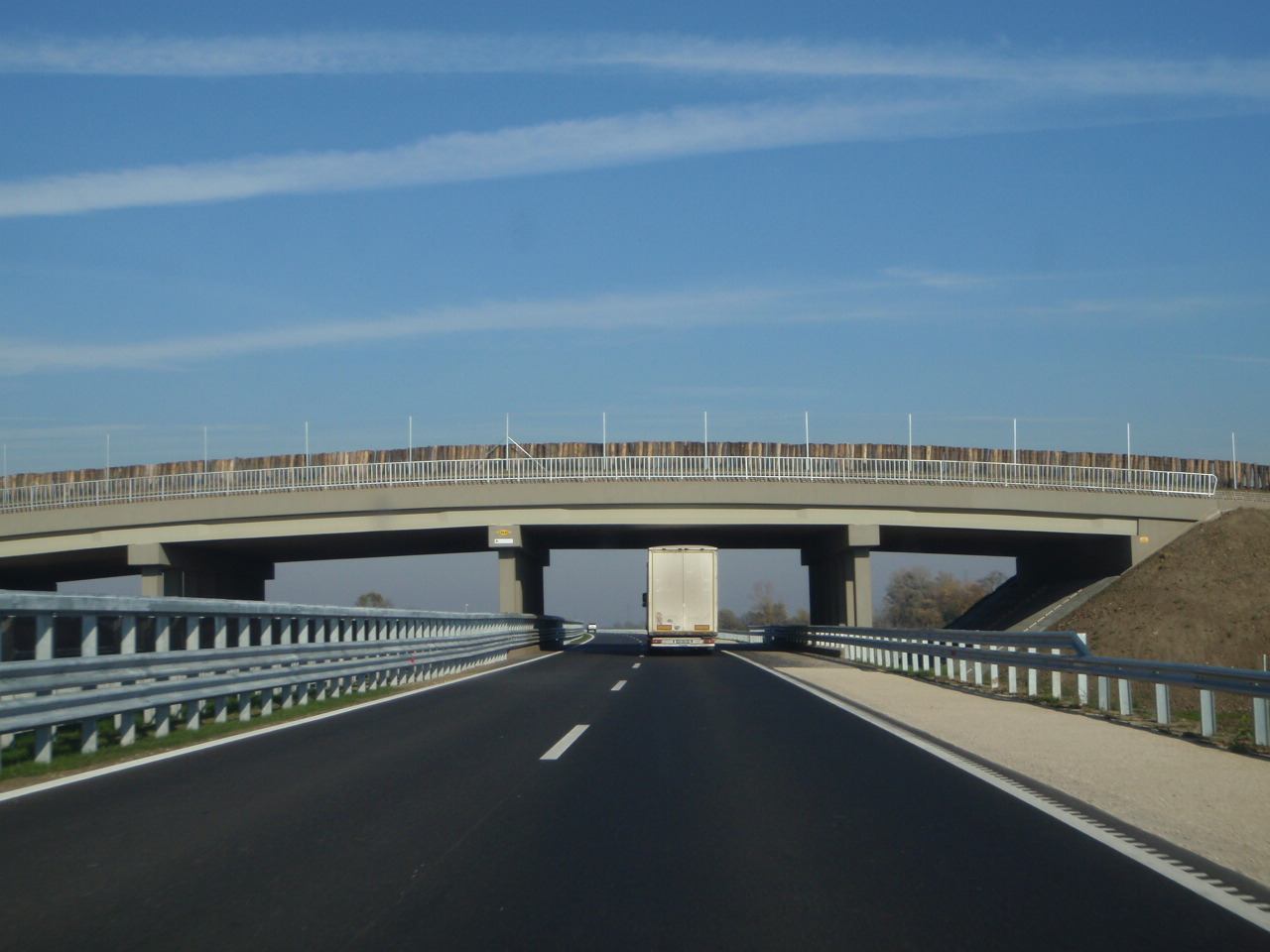
M86 autóút vadfelüljáró Pósfa térségében

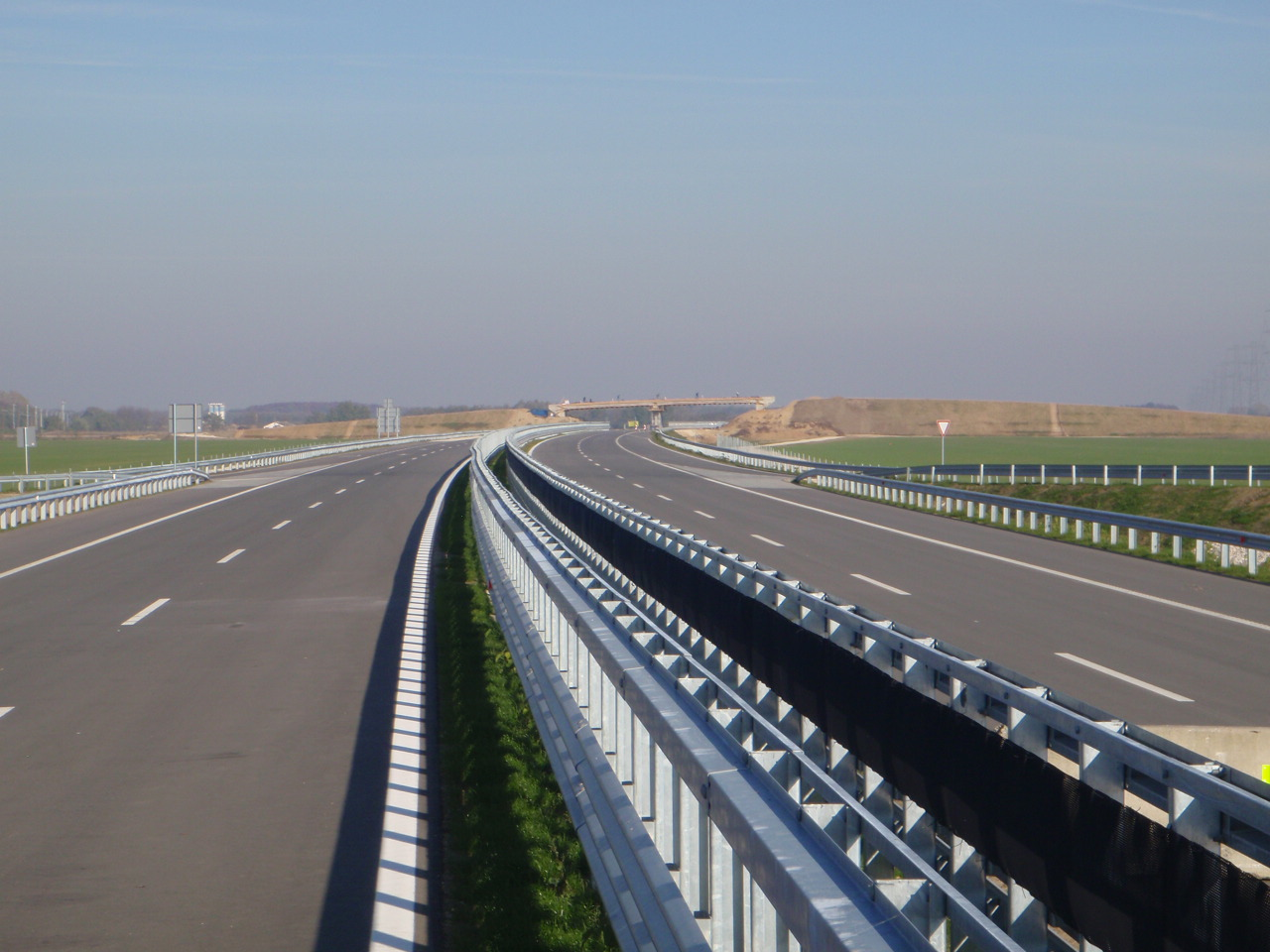
Épülő M86 autóút Hegyfalu-Beled szakasz (2015. november)

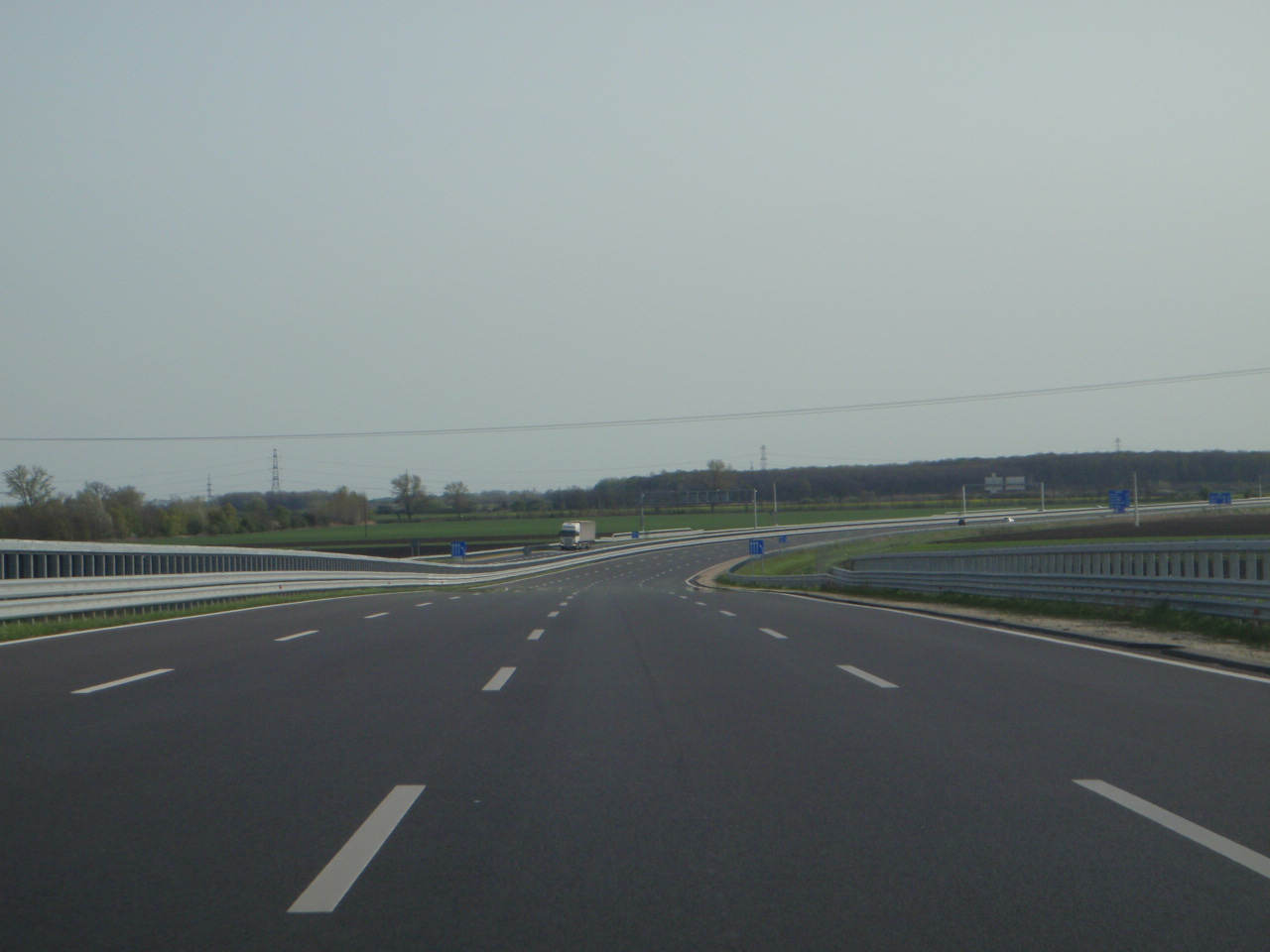
Csorna M85-M86 fonódás Győr irányból

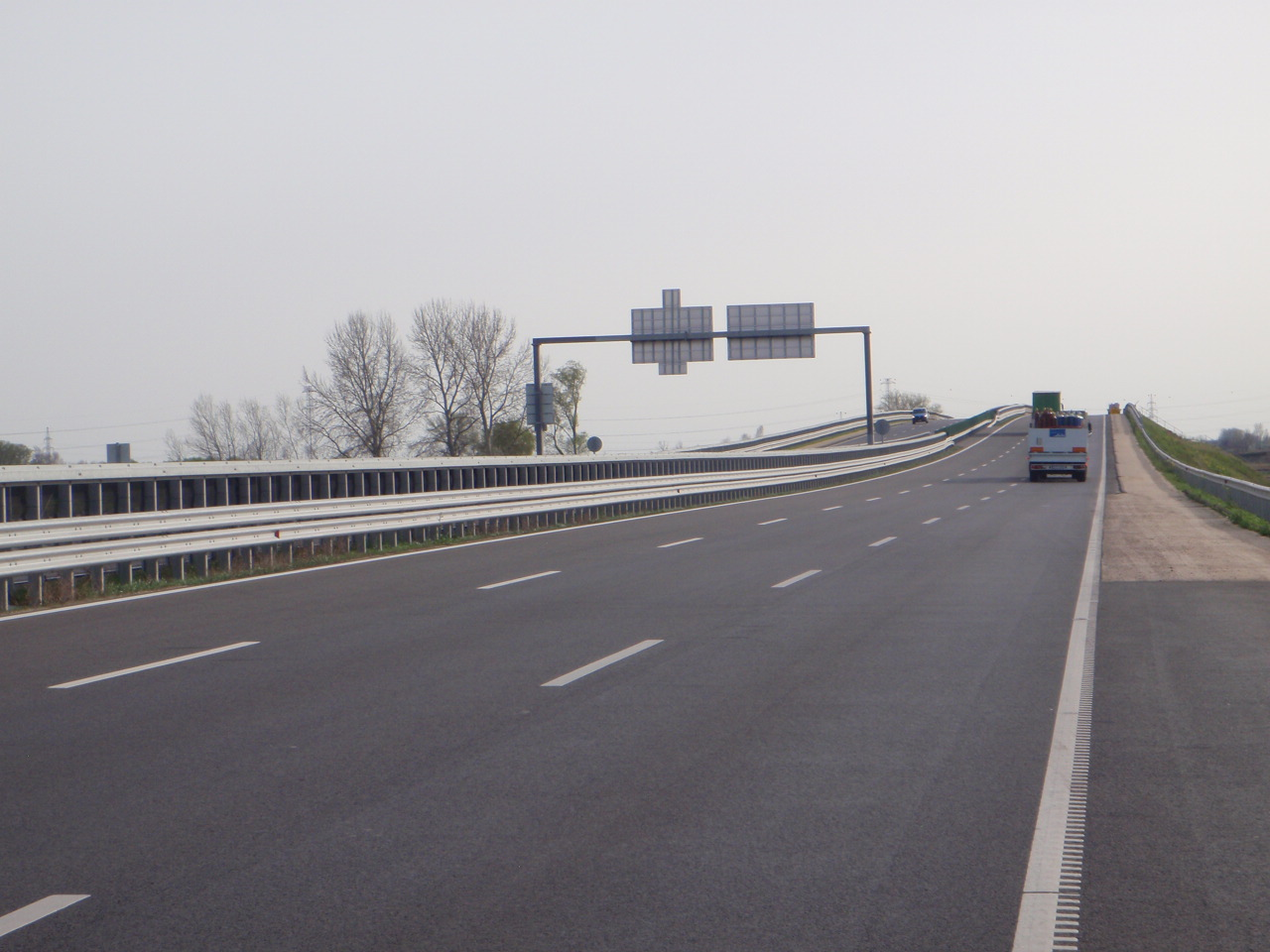
Csorna M85-M86 közös szakasz

Az M86-os autóút az M1 autópálya (Hegyeshalom) (pontosabban az M1-es autópálya és az M15-ös autópálya elválási csomópontja Levél község közelében) – Csorna – Szombathely (figyelemmel a távlatban tervezett M9-es autóút kapcsolatára is) útvonalon tervezett és már részben megépült gyorsforgalmi út. Célja egyrészt az M1 autópálya és Szombathely, másrészt az M1 autópálya és a távlati M9 gyorsforgalmi út összekötése. Az útvonal része az európai E65 közlekedési folyosónak, amely az egykor a Balti-tenger és az Adriai-tenger között haladt történelmi Borostyánkőút vonalának felel meg.
Szombathely gyorsforgalmi úthálózatba való bekötésére 1995-től készültek tervek. A megvalósításuk 10 évet vett igénybe 2006-2016 között. Az M86-os autóút kivitelezése 6 szakaszban valósulhatott meg és közel nettó 125 milliárd forintba került, 85 %-os európai uniós támogatás mellett.
Az M86 jelű autóút első szakaszát 2009. június 10-én Vát elkerülő szakaszként, a másodikat 2010. december 15-én Szelesténél adták át. A Szombathely – Vát szakaszt 2014. július 24-én helyezték forgalomba (eredeti átadási határideje 2011 júliusa volt). Az új nyomvonalon megépült szakaszokat irányonként két forgalmi sávval alakították ki.
2013 októberében megindult az M85 jelű autóúttal közös Csorna elkerülő I. ütem kivitelezése. A munka elvégzésének határideje 2015 volt. 2013 és 2015 között elkészült a Szeleste – Hegyfalu (84. sz. főút csp.) közötti újabb 7,5 km-es szakasz, majd 2016. október 25-én az utolsó, 33,4 km hosszú, Csorna-Dél (M85 – M86 elválási csp.) – Hegyfalu (84. sz. főút csp.) közötti szakaszt is átadták.
A további Csorna – M15-ös autópálya szakasz még csak távlati tervezési fázisban van. (A nyomvonalkereső tanulmánytervek és az előzetes környezetvédelmi dokumentáció már a 2000-es évek elején elkészültek, melyek alapján az előzetes környezetvédelmi engedély is kiadásra került, ami azóta hatályát vesztette.) Nyomvonalát az Országos Területrendezési terv (2003. évi XXVI. Tv.) csak mintegy iránymutatásként jelölte ki, végleges nyomvonala még egyeztetés tárgyát képezi.

## Története
Az 1990-es évek végén a készülő Országos Területrendezési Terv koncepciójában merült fel 30 éves távlatban az M86-os gyorsforgalmi út nyomvonala. Korábban a nyomvonalakat a különféle térségi tervekben előbb „S”, később "M" jelöléssel már ábrázolták, de a kijelölése és kiépítése a mai napig is csak szakaszosan történt meg. A mai ismert nyomvonalat az UVATERV 1995-ben készített "A magyar gyorsforgalmi úthálózat fejlesztés terve" már tartalmazta, mivel a korábbi évtizedek koncepcióiban (1942., 1974.) az nem szerepelt. 2006-ban a Hosszútávú Közúthálózat fejlesztés 5/B. programváltozata szerint felmerült, hogy a 86-os főúttal párhuzamos nyomvonal helyett az M9-es autóút és M86 közös nyomvonalat kapjon Szombathely-Vát-Simaság-Vitnyéd-M85-ös autóút nyomvonalon, észszerűsítve a térségben tervezett M85, M9, M86 párhuzamos nyomvonalait, beleértve a Csorna északról való elkerülését is. A csornai képviselő-testület 1998-ban viszont úgy döntött, hogy a 85-ös főút délről, a 86-os főút keletről kerülje el a várost, amit 1999 nyarán ismét megerősítették, majd a környezetvédelmi engedélyek is ezen nyomvonalakra készültek el. Mindeközben pedig megindult a váti szakasz kivitelezése, így a tervezett nyomvonalak a korábbi döntések szerint véglegesítődtek és végül is valósultak meg.
A 86-os főút Vát elkerülő szakasz építési beruházás előkészítése, engedélyeztetése és megvalósítása főúti kategóriának megfelelően kezdődött meg, illeszkedve a távlati M86. sz. gyorsforgalmi út nyomvonalához. A kivitelezési munkálatok megkezdését követően, 2007. év júniusában az Országgyűlés elfogadta a Magyar Köztársaság gyorsforgalmi közúthálózatának közérdekűségéről és fejlesztéséről szóló törvény módosítását, melynek értelmében az M86. sz. gyorsforgalmi út létesítése szükséges Szombathely és Csorna között. A gyorsforgalmi úttá minősítését Szombathely regionális szerepköre és a 86-os főút forgalom növekedése indokolta. Az autóút része lett a Szombathely-Győr között épülő, a vasi megyeszékhely bekapcsolását szolgáló gyorsforgalmi útnak.
Miután a Vát elkerülő szakasz a gyorsforgalmi útszakasz nyomvonalán épült, ezért az eredeti tervekhez képest módosításra volt szükség annak érdekében, hogy a szakasz teljesítse a megváltozott, gyorsforgalmi útra vonatkozó magasabb műszaki kritériumokat. Építés ideje: 2006. október 12.- 2009. június 10.
A Vát – Szeleste elkerülő szakasz, irányonként két sávos autóútként, 110 km/h sebességhatárral, 3,8 km hosszban készült el. Az alapkőletétel 2009 májusában volt, átadására 2010. december 15-én került sor. Magába foglalja a 8446. jelű ölbői úton létesült különszintű csomópontot és a csomóponti ágakhoz tartozó körforgalmakat. A szelestei emelkedőn jelentős bevágás készült, kiváltva a 86-os főút lakott területén belül található kapaszkodósávos szakaszát. Kivitelező Magyar Aszfalt Kft volt.
2010-ben még úgy tervezték, hogy két új üzemmérnökség létesül az út kiszolgálására: Nemesbődnél és Szilsárkánynál. Az út kivitelezése során az új üzemmérnökségek feladatait a legközelebbi meglévő telephelyek vették át, így Szombathely, Sárvár és az átépült csornai Magyar Közút üzemmérnökség.
2012-ben megkezdődött a Szeleste-Csorna közötti szakaszon a régészeti feltárás. 2011. december 12-én pedig eldőlt, hogy Répcelak és Nick között az M86-os autóút alatt gyalogos-kerékpáros aluljáró létesül.
Az M85-ös úttal közös Csorna elkerülő első ütemének forgalomba helyezése 2015 első félévének végére volt várható.

### Szombathely-Vát szakasz
Az eredeti elképzelések szerint a Szombathely–Vát szakasz 2009 szeptembere és 2011 között készült volna el. A munkák 2010 október 20-án 2 évre leálltak. A kivitelező konzorcium vezetője a Nemzetközi Vegyépszer Zrt, tagja az Euroaszfalt Kft volt, amelyből 2010-ben a Nemzetközi Vegyépszer Zrt kiszállt. A Nemzeti Infrastruktúra Fejlesztő Zrt. 2011. július 28-án elállt a konzorciummal kötött kivitelezési szerződéstől, majd 2012. január 2-án új közbeszerzési eljárást kezdeményezett a már megkezdett kivitelezés befejezésére. A félbe hagyott munkákat a Magyar Aszfalt Kft. és a KÖZGÉP Építő- és Fémszerkezetgyártó Zrt. alkotta Szombathely MK 86 Konzorcium folytathatta 7 milliárd forintért. Az új határidők szerint 2012. májusában indult az előkészítés, majd a tényleges kivitelezés újból 2012. augusztus 7-én kezdődött. Az ideiglenes forgalomba helyezés 2014 június 28.-án, a teljes átadás július 24.-én megtörtént.
A 9,2 km hosszú, irányonként két sávos autóúton 18 műtárgy létesült, a legjelentősebb a 8445. jelű vépi út csomópontjában kialakuló fél lóhere alakú csomópont, illetve Szombathely-Zanat mellett 86-os főút átvezetése. A vépi csomópont gyűjtő-elosztópályával készült el. A 86-os főút egykori nyomvonalából 3,2 km – Szombathely-Zanat városrészt korábbi elkerülője – egykori Zanat elkerülő I. ütem – az autóút része lett melléépítéssel. Ezt követően Vát felé a főúttól délebbre új 6 km-es nyomvonalon épült ki az autóút. Az autóút elkészültével a 86-os főút nyomvonala pedig visszakerült Zanat városrész területére, a korábbi nyomvonalára. Az autóút végcsomópontja a 86-os főút és 87-es főút közös szakaszának elválási pontja, egyben a 86-os főút Zanat elkerülő II. ütem részeként 2000-ben felavatott vasúti-közúti felüljáró rendszer. 2014. június 28-án lezárásra került a Vát község nyugati oldalán lévő ideiglenes visszakötés a főútra, amelyet a Vát elkerülő szakasz átadása és az akkori rövid pálya megközelítése tett szükségessé. Szerepét a vépi és 88-as főúti csomópont vette át.

### Csorna-észak-Szilsárkány szakasz
2015. szeptember 9-én átadták Csorna elkerülőt, amelynek Csorna-észak és Szilsárkány közötti 12,5 km-es szakasza az M86-os autóút része.  Az elkerülő Csorna-dél és Csorna-kelet között magába foglalja a 3,5 km hosszan irányonként három forgalmi sávos kiépítéssel elkészült M85-M86 közös szakaszt is. Az M86-os autóút az M85-ös északi csomóponti elválását követően irányonként egy sávon visszaköt a meglévő 86-os főút nyomvonalába. Csorna elkerülő építési munkáit a CC M85. I. Konzorcium és az MK Csorna Konzorcium végezte el. A két autópálya csomópontot, két vasúti felüljárót és mellékút korrekciót is tartalmazó beruházás a legnagyobb költségigényű volt az M86-os teljes nyomvonalán és 30 milliárd forintba került.

### Szeleste-84-es főút
2013. október 17-én letették a 7,5 km-es Szeleste – 84. sz. főúti csomópont közti szakasz új nyomvonalának alapkövét. A 13 műtárgyat – egy vasúti felüljárót a Hegyeshalom–Szombathely-vasútvonalon és további bekötő utak, vadátjárók, földút-átvezetéseket – tartalmazó szakaszt a Colas Út Zrt. és az Euroaszfalt Kft. építhette 15,9 milliárd forintért 2015. októberi átadással, azonban a kivitelezés előrehaladottsága miatt a szakasz 2015. szeptember 18-án átadásra került.

### 84-es főút-Szilsárkány
Az utolsó szakasz összesen 33,4 km új gyorsforgalmi utat foglal magába és 2016-os elkészültével vált teljessé a Szombathely és Győr között gyorsforgalmi út.
Az új utat Hegyfalu és Szilsárkány csomópont közti szakaszon építették meg, amelynek a nyertes kivitelezője a KS-M86 II. Konzorcium (Közgép Zrt. és Strabag Zrt.) volt, nettó 65,9 milliárd forintért. A 84-es főút csomópontjától indul irányként két sávos kiépítettségben, majd Répcelak irányába, azt követően Beled és Vásárosfalu között északkeleti irányba halad tovább, keresztezve a 8611. jelű összekötő utat csomóponttal, a 86. sz. főutat pedig aluljáróval. A gyorsforgalmi út Páli térségében keresztezi a 8607. jelű utat, majd Hegyeshalom–Szombathely-vasútvonallal közel párhuzamos vonalvezetéssel keresztezi Zsebeháza térségében a 8605. jelű utat és alakít ki az összekötő úttal külön szintű forgalmi csomópontot. A gyorsforgalmi út Sopronnémeti térségében a 8604. és 8602. jelű utakat keresztezi külön szintben. Ezután következik Szilsárkány és Sopronnémeti térségében lévő természeti területet keresztező szakasz, amelynek végén a gyorsforgalmi út a 2015-ben átadott 86. sz. főúttal alkot külön szintű forgalmi csomópontot, valamint ezen csomóponton keresztül biztosít kapcsolatot a keresztező 8601. jelű összekötő útnak. Az utolsó szakasz 2 db különszintű csomópontot, 31 db műtárgyat tartalmaz. Átadására és a forgalomba helyezésre 2016. október 25-én került sor.

### Körmend – Szombathely-Zanat kelet közti szakasz előkészítése
Előkészítés alatt áll az M86 autópálya meghosszabbítása Körmend felé. A 26 km-re tervezett új szakasz a későbbiekben csatlakozni fog a jelenleg is építés alatt álló M8 autópálya Körmend és az országhatár közötti irányonként egy sávos szakaszával.

## Csomópontok, pihenőhelyek és hidak
A 70 km-es autóúton eredetileg nem épült pihenőhely, így az átadáskor a 111 km szelvénynél tervezett kétoldali vámoscsaládi komplex pihenő területe gyepesített zöldfelület volt, ahol a lecsatlakozás lehetősége útkoronáig létesült. Pihenőhelyek hiányában a nehézgépjárművek aluljárók alatt, leállósávokban, felhajtók forgalom elől elzárt területein kényszerültek megállásra, amit megállni tilos táblákkal próbálnak tiltani.
2020-ban átadott két pár pihenőhely kellő mértékben kárpótolja a pihenni vágyókat. A Rábaköz és a Vámoscsalád pihenőhelyek kijelölt várakozóhelyekkel, mosdóval ellátott modern parkolók, jelenleg üzemanyagtöltő állomás nélkül.

## Rábaköz pihenőhely
Sopronnémeti közelében Rábaköz komplex, Vámoscsaládnál pedig egyszerű pihenőhely létesült, amelyeket ünnepélyes 2020. május 27-én adták át. Az autóútról letérve Zsebeházán és Vépen is található kamionos parkoló és pihenőhely.

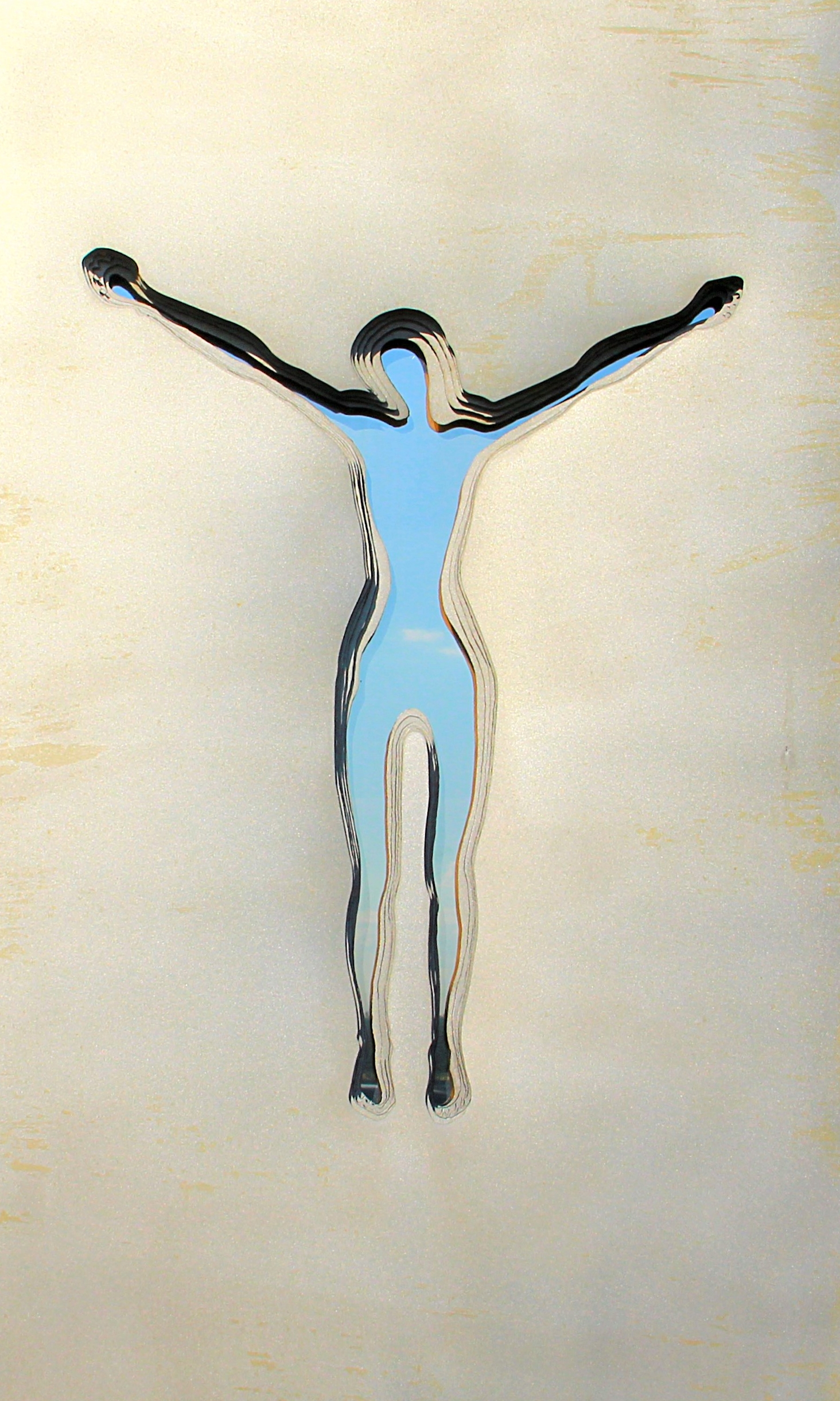
Pléh Krisztus, Rábaköz pihenőhely Szombathely felé vezető oldal
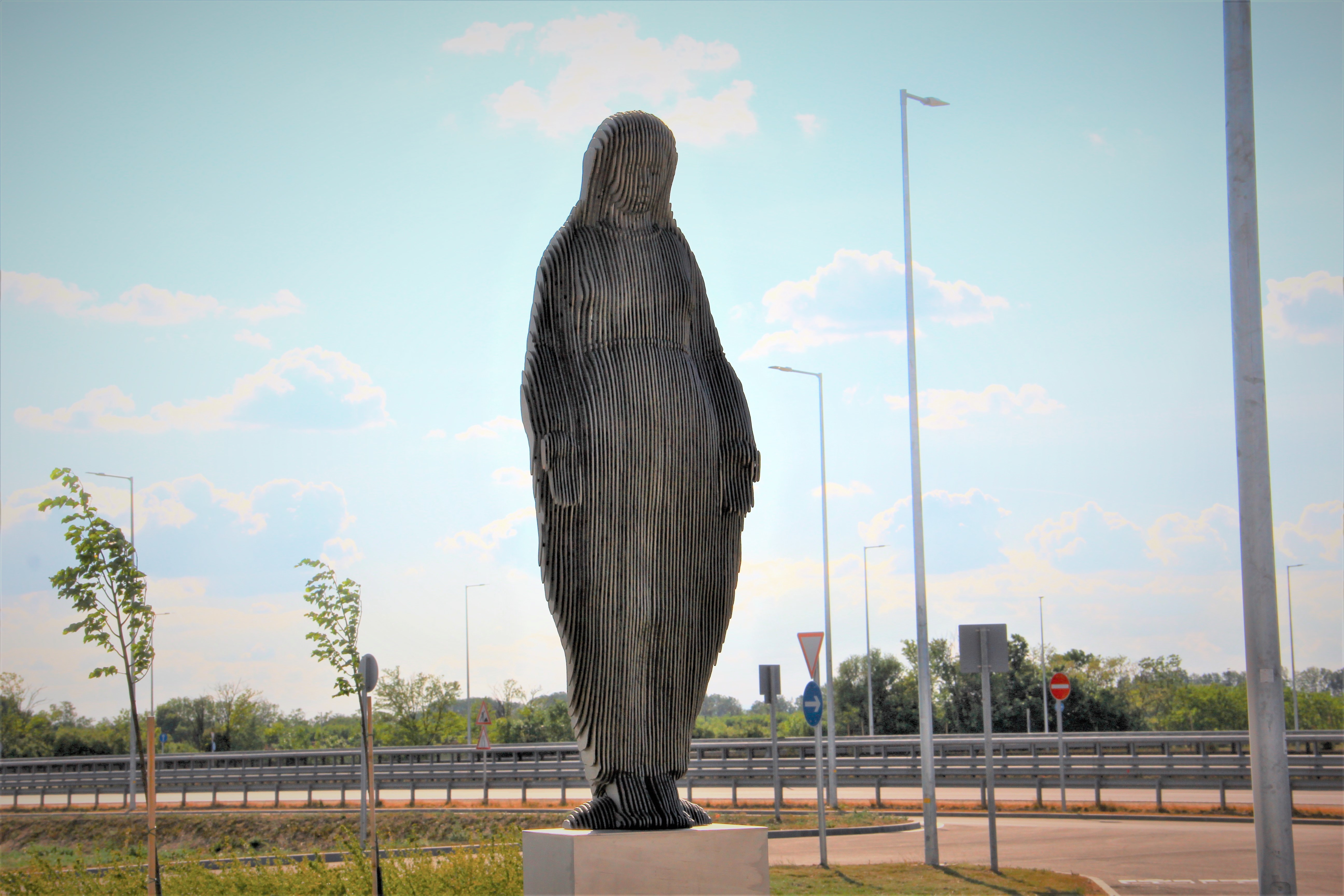
Rábaköz pihenőhely Győr felé vezető oldal
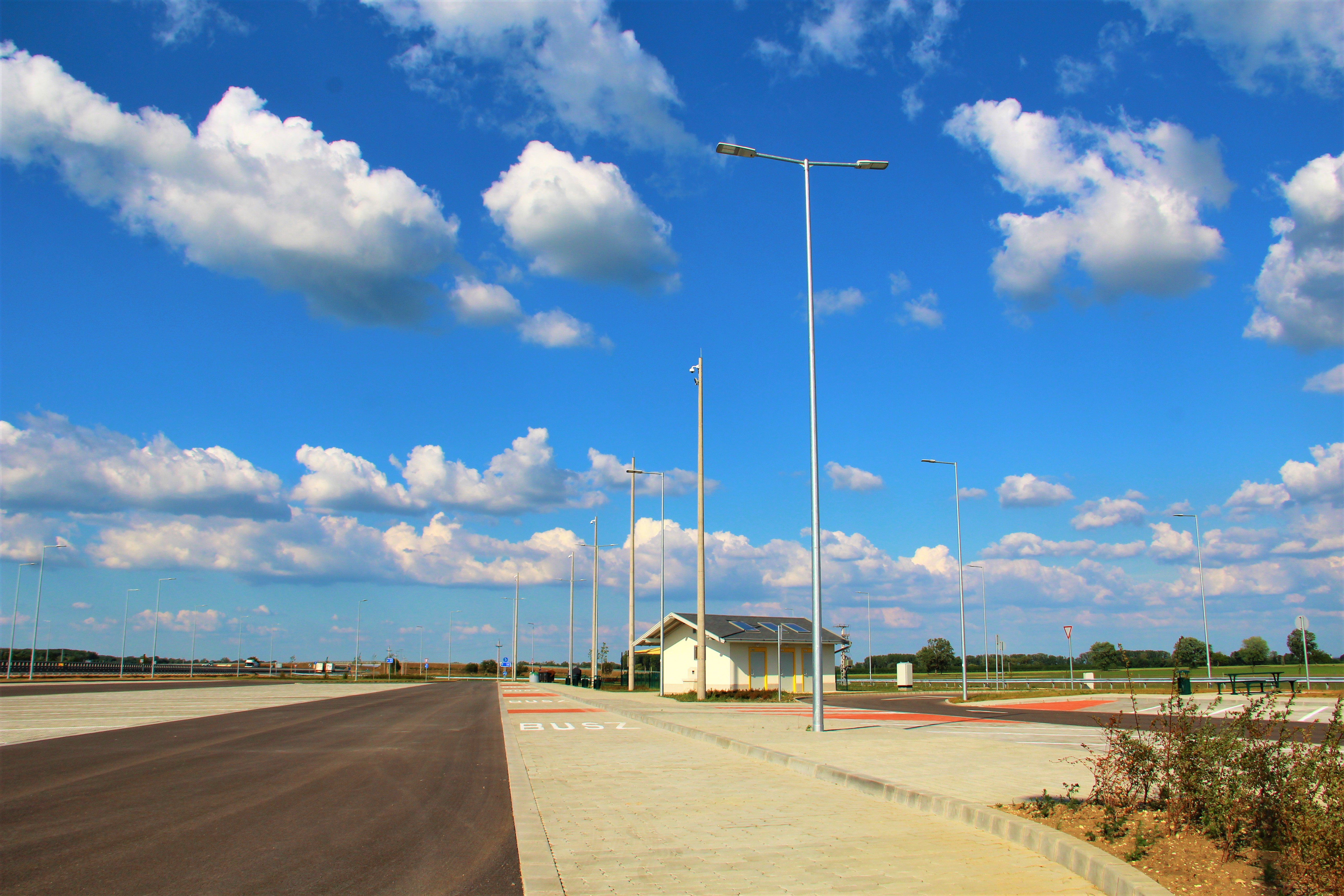
Rábaköz pihenőhely Sopronnémetinél

## Díjfizetés
2016. október 25-én a M86-os autóút Hegyfalu-Csorna közötti szakasza (33,4 km hosszban) is átadásra került, amelyet 2017. január 1-ig lehetett díjmentesen használni.